# Sobradelo da Goma
Sobradelo da Goma ist eine Gemeinde im Norden Portugals.
Sobradelo da Goma gehört zum Kreis Póvoa de Lanhoso im Distrikt Braga, besitzt eine Fläche von 10,1 km² und hat 695 Einwohner (Stand 19. April 2021).